# 五条まい
五条 まい（ごじょう まい、1967年10月1日 - ）は女優。元宝塚歌劇団雪組の娘役。宝塚歌劇団73期生、同期は匠ひびき、えまおゆう、天海祐希、姿月あさと。
宮崎県日南市、川内純心女子高校出身。身長165cm。宝塚時代の愛称はチカ、ちー坊。所属事務所は柊企画。
特技はモダンバレエで、朱里みさを、名倉加代子に師事する。

## 略歴
- 1985年、宝塚音楽学校に入学。
- 1987年、73期生として宝塚歌劇団に入団。宝塚入団時の成績は42人中15位[1]。「サマルカンドの赤いばら[1]／宝塚をどり讃歌[1]」で初舞台。当初は男役[1]であった。同年5月9日[1]に雪組に配属される。
- 1989年10月、ニューヨーク公演メンバーに選抜される。
- 1989年、すみれ賞（宝塚歌劇団の新人賞）を受賞する。
- 1990年1月、「天守に花匂い立つ」の新人公演にて初ヒロインに抜擢される。
- 1991年6月28日付[1]で「花幻抄／恋さわぎ／スイート・タイフーン」の千秋楽を持ち、宝塚歌劇団を退団。
- 退団後は、女優として舞台中心に活動している。

## 宝塚歌劇団時代の主な舞台
- 1988年4月、「風と共に去りぬ」（東宝）新人公演：ピーター（本役：文月玲）
- 1988年12月、「ツーロンの薔薇」（東京特別・名古屋特別・バウ）モニカ
- 1989年2月、「ムッシュ・ド・巴里／ラ・パッション!」新人公演：ユージェット（本役：小乙女幸）
- 1989年4月、「イルミネーション・ブラック」（バウ）フィービー
- 1989年10月、「宝塚ニューヨーク公演・TAKARAZUKA」（ニューヨーク）
- 1990年1月、「天守に花匂い立つ／ブライト・ディライト・タイム」新人公演：ゆき（本役：鮎ゆうき）＊新人公演初ヒロイン
- 1990年6月、「黄昏色のハーフムーン／パラダイス・トロピカーナ」クリスティーン、新人公演：シルヴィア（本役：鮎ゆうき）
- 1990年8月、「微笑みをもう一度」（バウ）
- 1991年2月、「花幻抄／恋さわぎ／スイート・タイフーン」 ＊退団公演
- 1991年4月、「ベルサイユのばら -オスカル・アンドレ編-」（全国ツアー）小公女

## 宝塚歌劇団退団後の主な活動

### 舞台
- 「あしながおじさん」（1992年）
- 「パリの踊り子たち」（1992年）
- 「雪姫堂写真館」（1993年）
- 「古都憂愁」（1994年）
- 「アルバート」（1994年）
- 「赤ずきんチャチャ」（1994年、1995年）
- 「花影の花」（1995年）
- 「さんだらぽっち」（1995年）
- 「ナースエンジェルりりかSOS」桑野みゆき（1995年）
- 「女の一生」（1996年）
- 「10 & 10 VOL4」（1996年）
- 「華岡青洲の妻」（1996年）
- 「ミュージカル サンタのクリスマス」（1996年）
- 「10 & 10 VOL5」（1997年）
- 「ミュージカル 少女革命ウテナ」（1997年）
- 「10 & 10 VOL6」（1998年）
- 「プロミス・プロミス」（1998年）
- 「こんなもんやで人生は」（1999年）
- 「プロミセス・プロミセス」（1999年）
- 「10 & 10 VOL7」（2000年）
- 「芝浜夢物語」（2000年）
- 「コロッケ公演雪之丞七変化」（2001年）
- 「情炎の歌人・原阿佐緒」（2001年）
- 「男の花道」（2001年）
- 「卒塔婆小町」 舞踏詩「雨月」（2002年）
- 「桜吹雪狸御殿」（2003年、2005年）
- 「HIBARI」（2003年）
- 「松井誠 公演」（2003年、2007年）
- 「ザ・レビューサ・セ・パリ」（2004年、2005年）
- 大阪新歌舞伎座 「五木ひろし公演」（2005年）
- 「NewYork〜NewYork」（2006年）
- 「桜合戦狸囃子」（2006年）
- 「ビューテフル・タカラヅカ」（2006年）
- 「ラフィエスタラティーナ」（2008年）
- 「THE SHOW EXTENSION」（2011年）
- 「Legendary-THE SHOW OF DREAM-」（2012年）
- 「戦国自衛隊」（2014年）

### テレビドラマ
- 「逃亡者」（フジテレビ、第10話ゲスト出演、1992年）

### 声優
- 「るろうに剣心 -明治剣客浪漫譚-」
- 「こちら葛飾区亀有公園前派出所」本口リカ（1997年、フジテレビ）